# Saarajoki (vattendrag, lat 65,92, long 24,95)
Saarajoki är ett vattendrag i Finland.   Det ligger i landskapet Lappland, i den norra delen av landet, 600 km norr om huvudstaden Helsingfors.